# ديفيد لان (محامي)
ديفيد لان (بالإنجليزية: David Lane)‏ هو محامي أمريكي، ولد في 4 يناير 1954.